# Modèles économiques des logiciels open source
 (mai 2023).
Motif : Structure bancale, mauvaise introduction. Voir la page de discussion.

Cet article présente les principaux modèles économiques utilisés pour permettre de financer la conception, le développement, la maintenance, le support et la diffusion de logiciels open source, ainsi que les enjeux liés à ces modèles économiques.

Logo de l’Open Source Initiative, association défendant le potentiel économique du développement de logiciels open source.

Logo de l’April, association française faisant la promotion des logiciels libres et de leurs modèles économiques.

Les logiciels open source sont largement utilisés aussi bien comme des applications indépendantes que comme des composants d'applications non open source.
De nombreux fournisseurs de logiciels indépendants (Independent Software Vendors ou ISV), revendeurs à valeur ajoutée (Value-Added Resellers ou VAR), matériels et fournisseurs (OEM ou ODM) utilisent des infrastructures open source, des modules et des bibliothèques au sein de leurs produits propriétaires et commerciaux.
D'un point de vue client, la capacité à utiliser les technologies ouvertes à titre commercial est particulièrement importante. En couvrant éventuellement le risque juridique lié par exemple à l'indemnisation de droit d'auteur ou de violation de brevet, il est en effet possible de bénéficier de logiciels d'une qualité souvent équivalente ou supérieure aux applications commerciales d'éditeurs non open source, et de garanties professionnelles de support, en évitant les problématiques classiques d'enfermement et en contrôlant sa propre feuille de route[réf. nécessaire].

## Financement
Contrairement à beaucoup de composants soumis à des licences traditionnelles, les logiciels open source sont distribués librement, gratuitement, sur le web comme sur des supports physiques. Du fait que les développeurs de ces logiciels ne peuvent imposer à chaque utilisateur de payer des droits d'usage, un certain nombre de modèles alternatifs de développement et de financement de projet ont émergé.
Un exemple de ces modèles de financement est celui d'un logiciel développé dans le cadre d'un projet d'assistance technique ou de conseil pour un ou plusieurs clients qui le réclament. Ces clients paient des développeurs afin que ceux-ci développent le logiciel en question de manière conforme à leurs besoins et peuvent également guider étroitement les travaux de ces programmeurs.
Si les deux parties en conviennent, les logiciels en résultant peuvent alors être publiés sous une licence libre ou open source afin de favoriser une adoption subséquente par des tiers.
Cet accord peut réduire les coûts de financement supportés par les clients. En outre, les développeurs originels (ou des consultants indépendants) peuvent facturer des prestations telles que la formation, l'intégration, le support technique, ou d'autres développements spécifiques dans le cas où d'autres clients intéressés viendraient à utiliser le logiciel après sa publication originelle.
Il existe également des systèmes de récompenses pour soutenir le développement de logiciels open source : c’est le mécénat en logiciel libre.
Une autre approche de financement consiste à fournir le logiciel gratuitement, mais de vendre des licences d'usage restrictives pour des extensions propriétaires telles que des bibliothèques de données. Par exemple, un programme open source de CAO pourrait requérir des parties de bibliothèques qui sont vendues par souscription ou sur la base d'un paiement forfaitaire. Les logiciels open source peuvent aussi avoir pour objet la promotion commerciale des matériels spécifiques avec lesquels ceux-ci interopèrent, par exemple le logiciel de téléphonie Asterisk développé par le fabricant de matériels de téléphonie pour PC Digium, ou encore la plate-forme de robotique Robot Operating System (ROS) de Willow Garage et les laboratoires d'intelligence artificielle de Stanford.

Logo du système d’exploitation BSD.

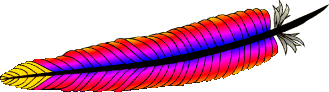
Logo d’Apache HTTP Server.

De nombreux projets open source ont débuté comme des projets de recherche au sein d'universités, comme projets personnels d'étudiants ou de professeurs, ou comme des outils pour aider la recherche scientifique. L'influence des universités et des instituts de recherche sur l'open source est manifeste au vu du nombre de projets nommés d'après les institutions qui les hébergent, ainsi par exemple BSD Unix, CMU Common Lisp, ou HTTPd du NCSA qui a évolué pour devenir Apache.
Des entreprises peuvent employer des développeurs pour travailler sur des projets open source utiles à leur infrastructure : dans ce cas, le projet n'est pas développé comme produit destiné à la vente mais comme une sorte de commodité partagée. Un correctif de bug ou une solution à une difficulté logicielle, écrits par un développeur à l'instigation de son employeur ou bien spontanément pour simplifier son travail, peut être publié comme une contribution open source sans que cela entraîne un coût pour l'entreprise. Un projet plus important, comme le noyau Linux, peut potentiellement avoir des contributeurs développeurs de nombreuses entreprises qui l'utilisent et en dépendent, tout comme des contributeurs amateurs passionnés ou chercheurs.
Une nouvelle approche de financement pour les projets open source est le financement participatif, organisé via des plates-formes web telles que Kickstarter, Indiegogo, Bountysource ou encore Ulule en France.
Par ailleurs, compte tenu de l'intérêt stratégique que peuvent revêtir les logiciels open source, des organisations comme l'Union européenne, le Sovereign Tech Fund ou la fondation NLnet (en) sont amenées à octroyer des financements à des projets ciblés.

## Enjeux
Les logiciels open source peuvent être vendus et utilisés à des fins commerciales en général. Les applications open source ont également fait partie de l'industrie du logiciel depuis un bon moment[précision nécessaire],. Bien que la commercialisation ou le financement de projets logiciels open source soit possible, ceux-ci sont considérés comme difficiles.
Comme plusieurs licences libres stipulent que les auteurs d'œuvres dérivées doivent les distribuer sous une licence open source copyleft, les ISV et VAR ont dû développer de nouveaux mécanismes légaux et techniques afin d'accomplir leurs objectifs commerciaux dans la mesure où nombre de mécanismes traditionnels ne sont plus directement applicables.
Le bon sens traditionnel en affaires suggère que les méthodes, patrimoine, et propriété intellectuelle d'une entreprise devraient demeurer inconnus des concurrents sur le marché (secret des affaires) afin de maximiser le temps pendant lequel un nouveau produit est commercialisé de manière à en tirer un bénéfice. Le développement de logiciels open source minimise l'efficacité de cette tactique : le développement du produit est habituellement réalisé publiquement, permettant à des projets concurrents ou à des clones d'incorporer de nouvelles fonctionnalités ou des améliorations dès que le dépôt public des sources est mis à jour, ainsi que l'autorisent la plupart des licences open source. Également dans le domaine des matériels informatiques, un fabricant de matériel qui fournit des pilotes gratuits et open source révèle nécessairement ses connaissances sur les détails d'implémentation à ses concurrents, qui pourraient exploiter ces savoirs afin de rattraper leur retard technique.

## Approches
Il y a plusieurs types de modèles d'affaires destinés à rendre profitable l'usage de logiciels libres ou pour en financer le développement. Figurant ci-après sont présentées des approches commerciales licites dans le contexte du logiciel libre et des licences libres. L'acceptabilité de ces approches dans l'écosystème des logiciels libres peut varier. Certaines approches sont recommandées (comme la fourniture de services payants), d'autres sont acceptées, d'autres encore sont controversées voire considérées comme contraires à l'éthique par les communautés des logiciels libres.

### Double licence
Le mécanisme de la double licence consiste à proposer le logiciel à la fois sous une licence libre et à des conditions propriétaires distinctes. La version propriétaire peut ainsi être vendue pour financer le développement continu de la version libre gratuite. Les clients peuvent ainsi être attirés par la version libre et gratuite du logiciel, et ensuite se voir proposer une montée de gamme vers une version « entreprise » payante. De surcroît, les clients seront ainsi informés des logiciels et offres open source dans le portefeuille de l'entreprise, mais vont générer des revenus via les autres produits et solutions propriétaires, y compris via les services et contrats de support technique payants. Un exemple populaire est la base de données MySQL d'Oracle, qui est publiée à la fois sous une licence propriétaire payante et sous la licence GNU GPL v2. Un autre exemple est la licence Sleepycat (en). Armin Ronarcher, développeur de Flask, a déclaré que la licence GNU Affero GPL v3 était un « succès terrible » comme « vecteur de double licence payante », et a noté que MongoDB, RethinkDB, OpenERP, SugarCRM et WURFL utilisent cette licence précisément dans cet objectif.

### Vente de services professionnels
Le retour sur capitaux des coûts investis dans les logiciels open source peuvent également provenir de la vente de services, tels que la fourniture de formations, de support technique ou de prestations conseil, plutôt que de la vente du logiciel lui-même,.
Une autre possibilité est d'offrir un logiciel open source seulement sous sa forme de code source, tout en ne fournissant des exécutables binaires que pour les clients payant, et en proposant un service commercial de compilation et d'empaquetage du logiciel. Aussi, la fourniture de biens physiques tels que des supports d'installation (par exemple, DVD) peut constituer un tel service commercial.
Les entreprises open source qui exploitent ce modèle économique avec succès sont, par exemple, Red Hat et IBM. Un exemple plus spécifique est celui de la société Revolution Analytics (en).

### Vente de marchandise estampillée par une marque

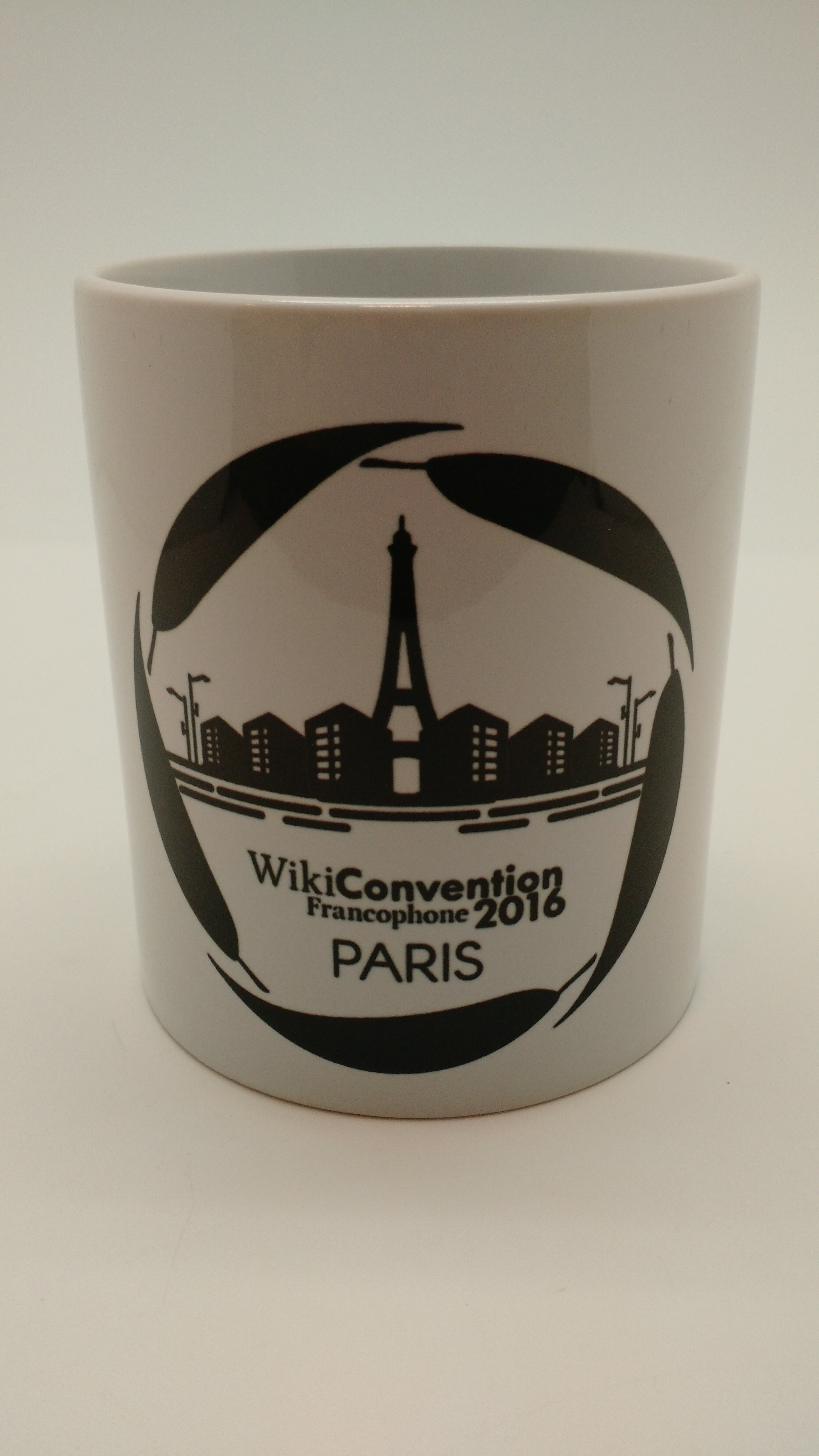
Mug « WikiConvention francophone 2016 » vendu en boutique.

Des organisations open source telles que la fondation Mozilla et la Fondation Wikimédia vendent des marchandises marquées de logotypes telles que des t-shirts et des mugs.

### Vente de certificats et d'usage de marque

Logo du logiciel Moodle.

Une autre approche de financement a été initiée par Moodle, un système de gestion de l'apprentissage et plate-forme communautaire,. Son modèle d'affaires est basé autour d'un réseau de partenaires commerciaux qui sont certifiés et dès lors autorisés à utiliser le nom et le logo Moodle, et en échange reversent une part de leurs revenus à la fiducie Moodle, qui finance le développement du cœur du logiciel.

### Vente de logiciel comme service (Software as a Service)
La vente de souscriptions à des clients pour des comptes en ligne et des accès distants à des serveurs est une manière de réaliser un profit basé sur le logiciel open source. On trouve également la combinaison de logiciels clients avec un service, appelé « logiciel plus service ». Fournir des services d'informatique infonuagique (cloud computing) ou software as a service (SaaS) sans publier le logiciel open source lui-même, ni sous forme exécutable ni sous forme de source, est conforme à la plupart des licences open source (sauf la licence Affero GPL).
En raison de son manque de libertés logicielles, Richard Stallman qualifie les offres infonuagiques d'« intrinsèquement mauvaises », tout en relevant leur licéité,. La FSF désigne le cas d'usage du côté serveur sans publication du logiciel open source comme le « ASP loophole » (échappatoire ASP) dans la GNU GPL v2 et encourage par conséquent l'usage de la licence GNU Affero General Public License qui a comblé cette lacune en 2002,. En 2007, la FSF a envisagé d'inclure les stipulations spécifiques de la licence GNU Affero GPL v1 dans la licence GNU GPL v3, mais a fini par décider de conserver une distinction entre ces licences.

### Partenariats avec des organismes de financement
D'autres modèles économiques sont basés sur des partenariats avec d'autres entreprises. Les gouvernements, les universités, les entreprises et les organisations non gouvernementales peuvent procéder à des développements en interne ou encore faire appel à des prestataires pour faire des modifications spécifiques à usage interne, avant de publier le code en résultant sous une licence open source. Certaines organisations soutiennent le développement de logiciels open source via des subventions ou des bourses, à l'instar de l'initiative Google Summer of Code lancée en 2005.

### Dons volontaires
D'autres expériences ont eu lieu par des développeurs indépendants pour financer le développement de logiciels open source via des dons pilotés directement par les utilisateurs, par exemple, Illumination Software Creator en 2012. De 2011 à 2016, SourceForge a permis aux utilisateurs de faire des dons aux projets hébergés qui ont choisi de recevoir des dons. Les systèmes de micro-paiement par Internet comme PayPal, flattr, et Bitcoin favorisent cette approche.
Il existe également de grandes campagnes de dons. En 2004, la Fondation Mozilla a mené une campagne de collecte de fonds pour soutenir le lancement du navigateur web Firefox 1.0. La fondation a ensuite acheté deux pages de publicité dans l'édition du New York Times du 16 décembre 2004 pour y présenter la liste des noms de ses milliers de bienfaiteurs,.

### Production participative
La production participative est un type d'activité en ligne dans laquelle un individu, une institution, une organisation à but non lucratif ou bien une entreprise propose, par l'intermédiaire d'un appel ouvert à contributions, à un groupe d'individus aux savoirs, hétérogénéité et nombre variable de mettre volontairement en œuvre une tâche particulière. La réalisation de la tâche de complexité et modularité variables, à laquelle le groupe doit participer en apportant travail, ressources financières, savoirs et/ou expérience implique toujours un bénéfice mutuel.

### Financement par la publicité
Afin de commercialiser des logiciels open source, de nombreuses entreprises (dont Google, Mozilla, et Canonical) ont fait évoluer leur modèle d'affaires vers des logiciels financés par la publicité. Par exemple, l'entreprise éditrice de l'application open source Adblock Plus est rémunérée par Google en échange de la mise sur liste blanche de certaines Publicités acceptables, qui ne sont alors plus filtrées par ce bloqueur de publicités sur navigateur. Un autre exemple est SourceForge, fournisseur de services pour projets logiciels libres et open source, dont le modèle de revenus consiste à afficher des bannières publicitaires sur son site web. En 2006, SourceForge a déclaré des revenus trimestriels de 6,5 millions de dollars, et des revenus de 23 millions de dollars en 2009.

### Vente d'extensions propriétaires optionnelles
Certaines entreprises vendent des extensions, modules, plugins ou add-ons propriétaires mais optionnels à un produit logiciel open source. Il peut s'agir d'une approche « conforme à la licence » de nombreuses licences open source si cette opération technique est réalisée avec assez de vigilance. Par exemple, mélanger du code propriétaire et du code open source dans des bibliothèques statiquement liées ou compiler tout le code ensemble dans un produit logiciel pourrait violer les licences open source, tandis que les conserver séparés par des interfaces et des bibliothèques liées dynamiquement est souvent conforme à la licence.
Cette approche est une variante du modèle d'affaires freemium. Le logiciel propriétaire peut être conçu pour permettre aux clients de tirer un avantage supérieur de leurs données, infrastructure ou plate-forme, par exemple, les faire fonctionner plus efficacement, mieux les gérer, mieux les sécuriser. À titre d'illustration, on trouve les logiciels propriétaires IBM pour GNU/Linux, où IBM contribue à l'écosystème open source de GNU/Linux, mais crée et fournit (aux clients payants d'IBM) des logiciels de base de données, des middleware, et d'autres logiciels qui fonctionnent sur le socle open source. D'autres exemples de produits propriétaires créés sur un socle open source sont notamment Red Hat Enterprise Linux et les logiciels de Cloudera basés sur Apache Hadoop. Certaines entreprises semblent réinvestir dans l'infrastructure open source une partie de leurs bénéfices financiers dus à la vente de logiciels propriétaires.
Quelques entreprises, telles que Digium, vendent des appareils électroniques propriétaires mais optionnels, contrôlés par un produit logiciel open source.

### Vente de composants propriétaires indispensables d'un produit logiciel
Une variante de l'approche « open core » ci-dessus consiste à garder en licence propriétaire certaines données et contenus indispensables (par exemple les fichiers audio, graphiques, et modèle artistiques d'un jeu vidéo) d'un produit logiciel tout en libérant le code source. Bien que cette approche soit compatible avec la plupart des licences open source, les clients et/ou consommateurs doivent acheter le contenu afin de disposer d'un logiciel complet et fonctionnel. Des licences restrictives peuvent en outre s'appliquer au contenu, ce qui empêche la redistribution ou la revente du logiciel complet.
Des exemples de logiciels de jeux vidéo développé sur des socles open source sont par exemple Steel Storm (en), dont le moteur est sous licence GNU GPL v2 tandis que les créations graphiques sont sous licence CC-BY-NC-SA 3.0, et Frogatto & Friends dont le moteur original est open source, mais qui est commercialisé via ses ressources et contenus  pour iPhone, BlackBerry et MacOS.
D'autres exemples sont notamment Arx Fatalis (par Arkane Studios) et Catacomb 3-D (by Flat Rock Software) dont le code source est ouvert au public postérieurement à leur publication, mais dont les ressources artistiques et les binaires sont encore vendus sur gog.com sous forme de distribution numérique.
Ceci est conforme aux principes défendus par la FSF et Richard Stallman, qui ont indiqué que pour l'art ou le divertissement, les libertés logicielles ne sont pas requises ni même importantes.

### Vente de systèmes de mise à jour propriétaires
Une autre variante du modèle d'affaires ci-dessus, utilisé notamment pour des logiciels traitant beaucoup de données ou dont l'architecture est centrée sur la gestion de données, est le fait de conserver chaque version du logiciel sous une licence open source, mais de s'abstenir de publier les scripts de mise à jour d'une version n à une version n+1.
Les utilisateurs peuvent encore déployer et faire fonctionner le logiciel open source. Cependant, toute mise à jour à une version supérieure impose à l'utilisateur :
- soit d'exporter la totalité des données, installer la nouvelle version, puis réimporter les données dans cette nouvelle version ;
- soit de souscrire à un service fermé ou d'acquérir un système de mises à jour sous licence propriétaire ;
- soit d'étudier le code source des deux versions et de recréer lui-même les scripts requis.

Cette pratique n'est pas conforme aux principes des logiciels libres tels que défendus par la FSF. Richard M. Stallman condamne cette pratique et l'appelle « piège diachronique » (diachronically trapped software).
Par exemple, le logiciel d'ERP Odoo ainsi que le logiciel de messagerie BlueMind relèvent tous deux de ce modèle.

### Redistribution sous licence propriétaire
Si un produit logiciel utilise uniquement des logiciels et des logiciels open source régis par une licence de logiciel permissive, une autre entreprise peut redistribuer le logiciel obtenu produit sous une licence propriétaire et le vendre sans le code source ou les libertés logicielles.
Par exemple, Apple est un fervent utilisateur de cette approche et exploite le code source et les logiciels de projets open source[non neutre], tels que le noyau et le système d'exploitation BSD (sous licence BSD), utilisés dans les ordinateurs Mac qui ont été vendus comme des produits exclusifs.

### Offuscation de code source
L'offuscation de code source est une approche pour permettre la commercialisation sous une licence open source tout en protégeant des secrets d'affaires cruciaux, des éléments de propriété intellectuelle et des savoir-faire techniques. Cette approche a été utilisée dans plusieurs cas, par exemple par Nvidia dans les pilotes matériels open source de leurs cartes graphiques.

### Publication en open source retardée
Certaines entreprises ne fournissent la dernière version disponible de leur logiciel qu'aux clients payants. Un vendeur forke un projet logiciel non copyleft et y ajoute des composants fermés avant de vendre le logiciel qui résulte de cet ajout. Après une période fixe, les patches sont reversés en amont sous la même licence que le reste de la base de code. Ce modèle économique est appelé « retard de version » (version lagging ou time delaying),.

### Publication en open source en fin de cycle de vie
Une variante extrême de la publication en open source retardée est une pratique commerciale popularisée par id Software, and 3D Realms,, qui ont publié plusieurs logiciels sous une licence libre après une longue période de commercialisation propriétaire, et bien après que le retour sur investissement ait été atteint. La motivation des entreprises qui suivent cette pratique de publication du code source lorsqu'un logiciel atteint sa fin de vie commerciale est d'éviter que leur logiciel ne devienne un abandonware sans support ou même qu'il soit perdu en raison de l'obsolescence numérique. Cela donne aux communautés d'utilisateurs la possibilité de continuer le développement et le support du produit logiciel elles-mêmes en tant que projet de logiciel libre.
Les exemples les plus connus de logiciels non ludiques ayant été publiés en open source selon ce modèle sont Netscape Communicator, libéré en 1998, et la suite bureautique de Sun Microsystems, StarOffice, qui a été publiée en octobre 2000 à la fin de sa vie commerciale. La publication sous licence libre de ces logiciels a permis de donner l'impulsion initiale à deux projets libres dorénavant célèbres, à savoir Mozilla Firefox et LibreOffice.

## Logiciel libre et économie
Selon Yochai Benkler, le logiciel libre est la partie la plus visible d'une nouvelle économie de production par des pairs, basée sur des communs, d'information, connaissances et de biens culturels. À titre d'exemple, il cite plusieurs projets de logiciels libres, y compris des logiciels à la fois libres et open source.
Cette nouvelle économie est déjà en cours de développement. Dans le but de commercialiser des logiciels libres, de nombreuses entreprises, telles que Google, évoluent vers un modèle économique de logiciel publicitaire. Dans un tel modèle, la seule façon d'augmenter les recettes est rendre cette publicité plus rentable. Cette approche, pouvant impliquer des méthodes de traçage numérique, est également génératrice de controverses, comme dans le cas de Facebook.
Cette nouvelle économie n'est pas sans alternatives. La Free Software Foundation considère App Store d'Apple incompatible avec la licence GNU GPL et s'est plainte de ce qu'Apple viole la GNU GPL avec les conditions d'utilisation d'iTunes. Plutôt que de changer ces conditions d'utilisation afin de les rendre compatibles avec la licence GNU GPL, Apple a supprimé les produits sous licence GNU GPL de son magasin d'applications. Les auteurs de VLC Media Player, l'un des programmes sous licence GNU GPL au cœur de ces plaintes, ont commencé la transition de la licence de leur programme de la GNU GPL vers les licences LGPL et MPL,.